# Historia de Irán

Extensión de la influencia iraní en el siglo I a. C. El Imperio parto (en su mayor parte iranios occidentales) se muestra en rojo, otras zonas, dominadas por Escitia (mayormente iranios orientales), en naranja.

La historia de Irán puede hacer referencia a la historia del país con el mismo nombre, pero también se utiliza, en un sentido más amplio, para referirse a la historia del llamado Gran Irán (denominado los continentes cultural iranio en la Encyclopædia Iranica), un extenso territorio que abarca la zona que va desde el Éufrates al oeste hasta el río Indo y el Jaxartes en el este y desde el Cáucaso, mar Caspio y mar de Aral en el norte al golfo Pérsico y el golfo de Omán en el sur. El Gran Irán incluye las modernas naciones de Irán, Azerbaiyán, Afganistán, Turkmenistán, Tayikistán, Uzbekistán, las partes orientales de Turquía e Irak y las partes de Pakistán que quedan al oeste del Indo. En esta región se desarrollaron algunas de las civilizaciones más antiguas del mundo, con varios sitios arqueológicos con más de 10 000 años de antigüedad.
En su era arcaica, la región fue pobladas por pueblos de la meseta iraní, como la civilización manaeana en Azerbaiyán, la civilización de Jiroft en Kermán (5000 a. C.) o el reino elamita (1100 a. C.). El Imperio medio fue el primer Estado en unificar todo Irán, conquistando a los reinos vecinos alrededor del siglo VII a. C. En el año 550 a. C., Ciro el Grande estableció el Imperio Persa, considerado como la primera superpotencia de la Historia. Su imperio —desaparecido por las conquistas de Alejandro Magno— fue sucedido por las dinastías parta y sasánida. Durante su segundo periodo de esplendor, Irán estuvo en constante conflicto con el Imperio romano, particularmente sobre el control de Armenia y Mesopotamia. La era clásica iraní terminó en el año 651, con la Conquista musulmana de Persia.
El Imperio iraní fue restaurado en 1501 por la Dinastía safávida, que impuso el Chiismo como única religión. Desde entonces Irán destaca por ser la única nación en la que esta rama del islam funciona como religión oficial. Sucesivas dinastías gobernaron Irán hasta la Revolución de 1979, en la que fue destronado Mohammad Reza, último Sah. La actual República Islámica de Irán nació el 1 de abril del mismo año.
Hasta 1935, Irán fue conocido en Occidente como Persia, nombre derivado del griego Persis, usado para referirse a la nación irania, su pueblo y sus imperios antiguos. Los iraníes identificaban a su país con el nombre ērān ("de los iraníes") desde el período sasánida. El nombre Persia proviene de la región del sur de Irán, llamada Fars/Pars, derivado de Parshua, lugar de origen del Imperio persa.

## Prehistoria
Irán presenta vestigios de ocupación humana y restos culturales pertenecientes a casi toda la Edad de Piedra. En el Baluchistán iraní se han encontrado instrumentos de piedra pertenecientes al complejo tecnológico lítico que se extiende desde el Baluchistán pakistaní. Dichos objetos corresponden al Paleolítico inferior. En la región se encontraron materiales de piedra que están entre los más antiguos descubiertos hasta ahora en Irán, con una edad estimada de 12 000 años. La escasez de vestigios se debe (al menos) a dos factores: (a) las escasas excavaciones arqueológicas realizadas en la región y (b) la reestructuración del terreno en el Pleistoceno superior, junto con otras regiones montañosas del Asia Central.
Se han hallado cuevas ocupadas durante el Paleolítico medio, así como restos culturales musterienses. En la cuenca occidental del río Helmand se encontró evidencia de una ocupación musteriense y se espera encontrar más restos en la región que se extiende hasta Afganistán. Estos restos forman parte de un continuum de industrias musterianas y restos físicos neandertaloides que se extiende desde las Tian Shan a través de Asia Central y el Cercano Oriente, sur de Rusia, Europa oriental y occidental, así como el norte de África hasta el Atántico. Durante el Paleolítico superior se evidencia una creciente complejización social, desarrollo de las artes y utilización de nuevas y más sofisticadas técnicas de trabajo de la piedra, produciendo herramientas filosas y precisas.
Durante el Neolítico se desarrolló un proceso de sedentarización, producción estable de alimentos, desarrollo de la agricultura y la ganadería y establecimiento de rutas de intercambio de corta distancia entre comunidades relativamente cercanas entre sí. La sociedad y las artes se desarrollan en patrones cada vez más complejos. La evolución hacia una economía neolítica puede observarse en el Irán occidental y norte de Irak.
En el Irán noroccidental la transición hacia una economía de producción comenzó durante el Mesolítico (X milenio a. C.) y se cree que existió un centro con tales características en la región del mar Caspio. En Ghar-i Karmarband se hallaron restos que podrían haber sido utilizados para la fabricación de jabalinas. Se encontraron restos de gacelas persas, toros salvajes y renos. Se halló también un enterramiento de una niña, cuyo cuerpo había sido pintado con ocre rojo, así como pendientes de piedra pulida, huesos y conchillas, y conos de arcilla que podrían evidenciar los primeros intentos de trabajar este material, que daría luego origen a la alfarería. Durante este período se dan los primeros intentos de domesticación de cabras y ovejas. Este proceso, comenzado durante el Mesolítico, se habría completado recién en el Neolítico.
La entrada en el Neolítico se data en Irán entre el VII y el VI milenio a. C. Turang Tappeh (también puede encontrarse como Turang Tepe) y Yarim Tepe constituyen evidencia de que en el VI milenio la región del valle del Gorga contenía asentamientos agrícolas, viviendas de ladrillo y dos tipos de residencias: unas con un hogar elevado y paredes quemadas por el humo, y otras sin espacio para fuego, más pequeñas, con el suelo prolijamente alisado. En algunas de esas últimas se encontraron figurillas de arcilla muy estilizadas. Se han descubierto adornos de hueso y hojas de obsidiana. Estas culturas habrían tenido contacto con sus vecinas Yarim Tepe, Jeitun (sur de Turkmenistán) y Sialk II (centro de Irán), a lo largo del valle del Gorgan.
La Edad del Cobre, caracterizada por la aparición de elementos de cobre y cerámica pintada en Susiana (sudoeste de Irán) y en Sialk (centro-oeste), se extiende en Irán a lo largo del IV milenio a. C., y se han hallado restos arqueológicos, entre los que se cuenta la cerámica con formas animales o abstractas de gran calidad, algunos de los cuales tenían aparente uso ritual. Las rutas comerciales ganan en extensión y comienzan a surgir asentamientos urbanos, en un proceso regional que se desarrolla entre Anatolia, Mesopotamia, el complejo arqueológico de Bactria-Margiana y la cultura del valle del Indo.

## Antigüedad
A comienzos del III milenio a. C. aparece en Susa una forma de escritura, posiblemente derivada del sistema sumerio para representar la lengua elamita, y el Imperio elamita (1100 a. C.) surge como nuevo poder en el sudoeste de Irán, en competencia con los imperios vecinos de Babilonia y Asiria. La economía elamita se basaba principalmente en el comercio, y su larga tradición administrativa está evidenciada por la cantidad de tablillas y registros conservados. 
A partir del 2000 a. C. los medos y los persas, pueblos arios o indoeuropeos, comenzaron a desplazarse desde las llanuras del sur de Rusia y Asia Central hacia Europa y Asia. Durante el II milenio a. C. invadieron la meseta del Irán, entre el mar Caspio y el golfo Pérsico, estableciéndose en los escasos valles en los que se cultivaba el trigo y los árboles frutales. Estos pueblos hablaban una variedad de dialectos del Persa Antiguo, una de las lenguas iranias perteneciente a la familia de las lenguas indoeuropeas, emparentadas con el Avéstico (Iranio Antiguo Oriental) y el Sánscrito Védico. 
Desde el siglo X a. C., el poderoso Imperio neoasirio su expansión hacia las regiones occidentales de Irán. Hacia el año 646 a. C., los asirios saquearon la ciudad de Susa, terminando con la hegemonía elamita en la región.

### Imperio medo (678-550 a.C.)
A mediados del siglo VII a. C., grupos de tribus iranias identificadas como medos, establecidos al norte y noroeste de Irán, se sublevaron contra el poderío asirio, afirmando su poder sobre la región. Ciáxares, nieto de Deyoces, conquistó la capital asiria de Nínive en el 612 a. C., destruyendo su imperio. De ese mismo período son las fuentes que mencionan a Ciro I, rey de Anshan y futuro fundador de la Dinastía aqueménida. El imperio se extendió hasta abarcar los territorios orientales de la península de Anatolia. Sin embargo, el dominio medo fue breve. El noble Ciro II creó un poderoso ejército siguiendo el modelo de los antiguos asirios y conquistó toda Media, fundado el primer Imperio persa.

### Imperio persa (550-330 a.C.)

El Imperio aqueménida en su máxima expansión.

En el 550 a. C., Ciro II, llamado después el Grande, unificó a los persas, sometió a los medos y conquistó Babilonia (poniendo fin al Imperio neobabilónico), además de Siria, el Levante y Asia Menor. A diferencia de los conquistadores semitas precedentes, Ciro trató con benevolencia a los pueblos sometidos, por ejemplo, liberando al pueblo judío cautivo en Babilonia. Este rasgo típicamente persa era un concepto de poder totalmente nuevo.
Su labor de conquista fue continuada por su hijo y sucesor Cambises II (530-522), quien anexionó Egipto y consolidó al imperio como el más grande de la Historia hasta ese momento. El esplendor del Imperio persa viene marcado por la figura de Darío I (522-486). Se proclamó emperador (en un acto probablemente ilegítimo) con la Inscripción de Behistún. Se dedicó fundamentalmente a organizar el extenso imperio heredado. Territorialmente, lo organizó en satrapías, provincias que procuraban respetar las entidades naturales; estaban dirigidas por un sátrapa; el poder militar, sin embargo, estaba reservado a los llamados "ojos y oídos del rey" inspeccionaban esta organización política. El Imperio aqueménida recaudaba cuantiosos impuestos, parte de los cuales se amonedaban en oro y plata acuñándose monedas como el dárico o el shekel. Gran parte de los ingresos se destinaban a la construcción de obras públicas, como la red de caminos con los que se pretendía unir las diversas partes del imperio, el más famoso de los cuales es el Camino Real de Susa a Sardes. Construyó palacios y monumentos en las capitales Susa y Persépolis. El tercer gran gasto del imperio lo constituía el enorme ejército.
Fue Darío quien convirtió en religión oficial el mazdeísmo, que el príncipe profeta Zoroastro (o Zaratustra) había comenzado a predicar hacia el año 700 a. C. Se trataba de una religión dualista, en la que el mundo estaba regido por dos principios: el bien (Ormuz o Ahura-Mazda, simbolizado por la luz, el Sol) y el mal (Arimán). Los seres humanos debían llevar una vida pura y practicar buenas acciones para conseguir que el bien triunfara sobre el mal. Esta religión carecía de templos, alzándose simplemente altares al aire libre donde ardía permanentemente una llama. Esta doctrina consta en el Zend Avesta.
Pero con Darío comenzó también el declive del Imperio aqueménida, al emprender una lucha contra los griegos que se conocería como las guerras médicas y que continuaron sus sucesores: Jerjes I, Artajerjes I, Darío II, Artajerjes II y Darío III. Durante el primer tercio del siglo V a. C., persas y griegos compitieron por el dominio sobre las ciudades griegas de Asia Menor, las costas del Mediterráneo y el control de los puertos comerciales, así como el acceso al trigo de las costas del mar Negro. Estos conflictos fronterizos comenzaron con las sublevaciones jonias e incluyeron la quema de Atenas por parte de los persas, en represalia por la destrucción de Sardes durante los levantamientos de principios de ese mismo siglo. Después de los fracasos militares de la segunda guerra médica, los aqueménidas detuvieron su expansión y perdieron algunos territorios, mientras los levantamientos y rebeliones se sucedían por todo el imperio. El colapso final del imperio llegaría con el ascenso del rey macedónico Alejandro III en el 336 a. C., luego apodado el Grande.

### Conquista macedonia e Imperio seléucida (334-247 a.C.)

El Imperio seléucida perdió todos sus territorios orientales a los partos, pero logró sobrevivir hasta el 63 a. C., año en el que fue conquistado por Roma.

En mayo de 334 a. C., Alejandro Magno inició la conquista del Imperio persa. Tras su victoria en la Batalla del Gránico, Alejandro avanzó por Asia Menor y conquistó sus ciudades más importantes. La capital de Persépolis finalmente cayó en el 330 a. C.. 
Alejandro adoptó costumbres orientales estableciéndose en Babilonia luego de consolidar su conquista en el territorio que se extiende entre Egipto y el río Indo. Tras la muerte de Darío III, último emperador, Alejandro fue coronado como "Rey de Asia". Sin embargo, su inmenso imperio se fracturó casi inmediatamente luego de su repentina muerte en el 323 a. C. a la edad de treinta y dos. A su muerte, los sucesores (Diádocos) se repartieron sus territorios. La parte más extensa, que comprendía todo el Imperio persa salvo Egipto, pasó a Seleuco I Nicátor. Los macedonios seléucidas gobernaron durante una época de gran debilidad, tanto externa como interna; se trataba de una dinastía helenística, en la que se dejaba sentir la profunda influencia griega.

### Imperio parto (247 a.C. - 224 d.C.)

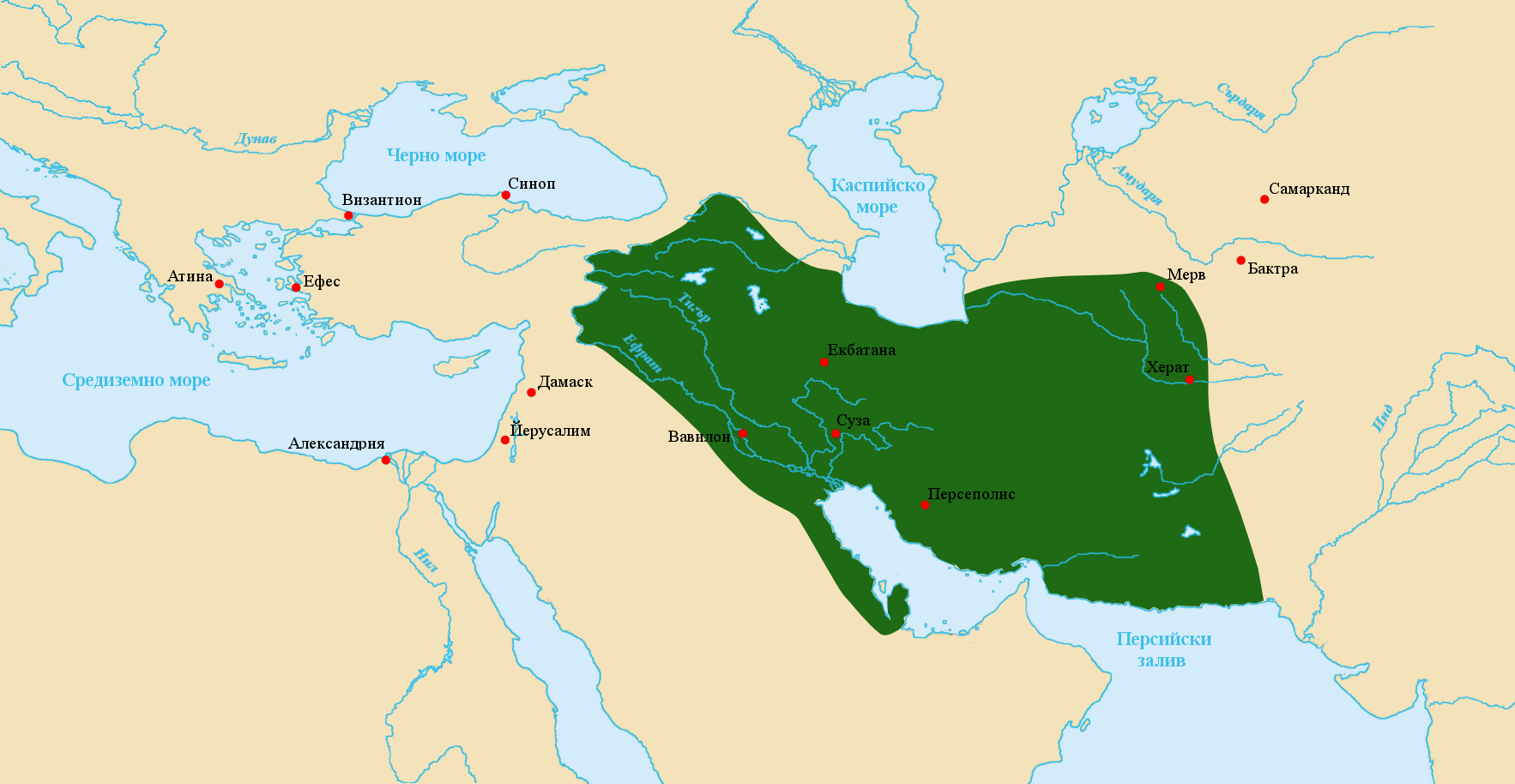
El Imperio parto hacia el año 60 a. C.

El Imperio parto fue establecido por Arsaces de la Dinastía arsácida (اشکانیان) tras haber derrotado a los seleúcidas a finales del siglo III a. C.. Extendieron su influencia hasta dominar Mesopotamia entre desde el año 150, además de controlar el este de la península arábiga.
El Imperio Romano era el mayor enemigo de los partos, pues frenó su expansión al oeste limitándolos a Capadocia (Anatolia central). Los ejércitos partos incluían dos tipos de caballería: las fuertemente armadas y blindadas catafractas y los ligeramente armados arqueros a caballo. Para los romanos. que dependían fuertemente de su infantería, los partos eran muy difíciles de derrotar, pues la caballería parta era mucho más rápida y móvil que los soldados a pie. Por otra parte, para los partos fue muy difícil ocupar las áreas romanas, pues generalmente estaban bajo asedio. Debido a estas debilidades, ni los romanos ni los partos fueron capaces de anexionarse el territorio del otro. La principal zona de conflicto fue Armenia, en la que ambos intentaban establecer reyes de Armenia como sus clientes subordinados.
Durante el periodo parto se dieron los primeros contactos con el Lejano Oriente, específicamente con el emergente Imperio chino. También se entablaron relaciones con el Imperio kushán de la Antigua India, de tal forma que se aseguraba la estabilidad de las fronteras orientales. A mediados del siglo I, para estabilizar las fronteras occidentales, se llegó a un acuerdo con Roma para hacer del río Éufrates la frontera definitiva entre ambos imperio. Esto resultaría en un periodo de paz entre ambas superpotencias.
El Imperio Parto subsistió durante cinco siglos, mucho más que la mayoría de los imperios de Asia. Finalmente el Imperio cayó en el año 224 d. C., cuando la organización del imperio se perdió y el último rey fue derrotado por uno de sus vasallos, de origen persa.

### Imperio sasánida (224-651)

El Imperio Romano Oriental (o Bizantino) y el Imperio Persa Sasánida a finales del. A pesar de los 400 años de constante guerra, ninguna de las dos potencias logró un avance significativo sobre la otra.

En el 226 surge en Persia una revuelta nacionalista que intenta devolver a Irán la gloria de los Aqueménidas. Los sasánidas subieron al poder gracias a Ardacher I, quien derrotó del último rey arsácida, Artabán IV. De este periodo destacan las Guerras romano-sasánidas (230-628), en las que Persia y Roma estuvieron en un estado casi ininterrumpido de guerra.
La era sasánida es considerada como uno de los periodos históricos más importantes e influyentes de la historia de Irán. En muchos aspectos, el periodo sasánida alcanzó los mayores logros de la cultura persa, y constituyó el último gran imperio iranio antes de la conquista islámica de Persia y la adopción del islam como religión en todo el territorio. Su influencia cultural se extendió mucho más allá de los territorios fronterizos de ambos imperios, llegando hasta la Europa occidental, África, China e India, y jugó un papel fundamental en la formación del arte medieval europeo y asiático.
Sus monarcas más destacados fueron Cosroes I y Cosroes II, ambos del siglo VI. En su máxima extensión, el Imperio llegó a abarcar Egipto, Jordania, Líbano y Palestina. También poseía vasallos en Arabia, en los territorios de los actuales Omán y Yemen. Los pueblos de estas zonas árabes formaron un conjunto de Estados colchones creados por el propósito de contener el avance del Imperio romano, que igualmente estableció sus propios protectorados.
Para este punto de la historia, el poderío de Roma ya había desaparecido, pero en Oriente siguió existiendo la mitad oriental de su Imperio (dividido en el 395), conocida historiográficamente como el Imperio bizantino. Este Estado de carácter griego continuó la lucha contra Persia, que se agravió durante el siglo VI. Su último enfrentamiento (y el más destructivo) fue la guerra bizantino-sasánida de 602-628, que, como todos sus enfrentamientos anteriores, terminó en una tregua (Statu quo ante bellum). Sumido en una inmensa crisis económica y política, Persia fue consumida por una guerra civil entre la nobleza. La estabilidad se restauró con el ascenso al poder de Yazdgerd III en el 632. Sin embargo, para entonces el imperio se hallaba ya amenazado de muerte.

## Edad Media (651-1501)
El Medioevo iraní se caracteriza por su dominación por diversos pueblos extranjeros. Fueron los árabes, recientemente islamizados, quienes conquistaron Irán en la mitad del siglo VII. En 634 tomaron la capital sasánida (Ctesifonte, actual Irak) y para el año 655 ya habían conquistado Kabul y Kandahar (lo que hoy es Afganistán). No obstante, aunque el territorio persa quedó así inmerso en el nuevo Imperio árabe, lo cierto es que los califas de Damasco no forzaron una política de conversiones, sino que toleraron dentro de sus fronteras las antiguas religiones. Así, en Persia perduraron la creencias zoroastrianas, monofisitas y nestorianas. No obstante, los no musulmanes tenían la obligación de pagar más impuestos y tenían otra serie de restricciones. El país fue islamizándose poco a poco, pero manteniendo rasgos particulares. Así, Persia se convirtió en lugar donde encontraban amparo tendencias diversas dentro del islamismo que se enfrentaban a los califas de Damasco. Los descendientes de Alí, llamados "alidas", que se oponían a los califas omeyas. O los jariyitas, cuya posición se vio reforzada tras la muerte de Husain en 680. O, finalmente, y con carácter destacado, los chiitas, que eran fieles a los descendientes directos del Profeta.

Expansión musulmana entre los años 622 y 750

En esta época, el desarrollo del gran comercio, en particular marítimo, se dejó notar en las ciudades meridionales como Siraf u Ormuz, en la que recalaban navíos que luego llegaban hasta la India o China, actuando así como activos centros comerciales.
El enfrentamiento entre los persas y los califas de Damasco cristalizó en una serie de revueltas. Las regiones de Merv y Jorasán se convirtieron en refugio de alidas y chiitas. Encabezados por Abu Muslim, se alzaron en 747 contra los omeyas, a quienes derrotaron tres años después en la batalla del Gran Zab o "batalla del Zab". No obstante, quien consiguió hacerse con el poder fueron los abasí, descendientes de Abbas, tío de Mahoma. El primer califa abasí fue Abul-Abbas (750-754), quien dependía en gran medida de sus aliados persas. Trasladaron el califato desde Damasco (Siria) hasta Bagdad (actual Irak), ciudad nueva fundada el 30 de julio de 762 por el califa Al-Mansur. La influencia persa se dejó sentir en la transformación de la monarquía, pues los califas pasaron a ser reyes al estilo sasánida: no eran jefes de los árabes, sino de todos los creyentes; vivían encerrados en su palacio, lejos de sus súbditos; sólo aparecían públicamente en ceremonias de gran pompa.
Los califas de Bagdad dependieron cada vez más de sus jefes militares, persas primero y turcos después. Poco a poco los ejércitos se transformaron en fuerzas privadas de uno u otro general, lo que contribuyó a la tendencia disgregadora del califato. Amplias zonas de Persia escaparon a su control, constituyéndose en reinos independientes. Las revueltas contra el poder central fueron especialmente intensas en el Jorasán, cuyo primer reino independiente fue establecido por Tahir, príncipe de Nishapur, de Jorasán y de Kermán (822). Pero parece que fue más una cuestión de ganancia política y territorial; de hecho, Tahir había ayudado al califa a someter a otros movimientos nacionalistas en otras partes de Persia como el movimiento de Maziar en Tabaristán.
La primera dinastía en Jorasán, después de la introducción del islamismo, fue la dinastía safárida (861-1003). Tiene su origen en la más remota región del oriente iraní, Sistán, donde fueron particularmente intensas las prédicas de los jariyitas. Saffar, un calderero, fue proclamado califa, y emprendió la conquista de las provincias vecinas: Sind y Jorasán. Instaló su capital, Nishapur, en esta última región, e incluso lanzó una ofensiva contra Bagdad, que fue rechazada (879).
Los samánidas (875-999), también oriundos del Jorasán, gobernaron extensos territorios, desde el mar de Aral al océano Índico y el golfo Pérsico. Destacó por su comercio internacional y sus logros artísticos. Los búyidas (932-1055) son una dinastía fundada por un príncipe persa de sangre real próximo a los chiitas; reinaron en Persia occidental, llegando luego a Bagdad, hasta Fars y Kermán. Gobernador de Jorasán era el un turco que se sublevó contra el califa en 961 y fundó en Ghazna (Afganistán) un imperio que se extendió hacia el Jorasán iraní.
Los búyidas de Persia se vieron conquistados por los turcos selyúcidas que hacia el año 1000 invadieron el Jorasán y el Irak. Para el año 1040 ya estaban instalados en Nishapur. Precisamente en esta ciudad empezó su carrera el teólogo Al-Ghazali (1058-1111), oriundo del Jorasán y que con sus enseñanzas contribuyó a la reconquista del pueblo llano iraní. En 1092, a la muerte del sultán, Persia se convirtió en reino independiente gobernado por uno de los hijos del sultán. Sus fronteras se vieron atacadas por las tribus asiáticas, y perdió la Transoxiana, en favor del reino de Kara-Kitai.
Un siglo después (1190), los jorezmitas fundaron un imperio iranio sobre Persia oriental hasta Afganistán. Los jorezmitas, como el resto de Persia, fue conquistado por los mongoles de Gengis Kan (1220). El kanato de Persia (o "Iljanato"), vasallo del gran kan de Pekín, tuvo su capital en Meragha, cerca del lago Urmía. En 1295 Ghazan abandonó el budismo y se convirtió al islamismo. Su capital, Tabriz, se convirtió en centro difusor de la religión musulmana chií. En esta época se fortalecieron las relaciones entre Persia y el Extremo Oriente. En el arte se dejó notar cierta influencia china, en particular en las miniaturas. Los ejército mongoles de Tamerlán asolaron Persia en 1380-1385. Los timúridas gobernaron entre 1370-1506.

### Imperio timúrida (1370-1507)

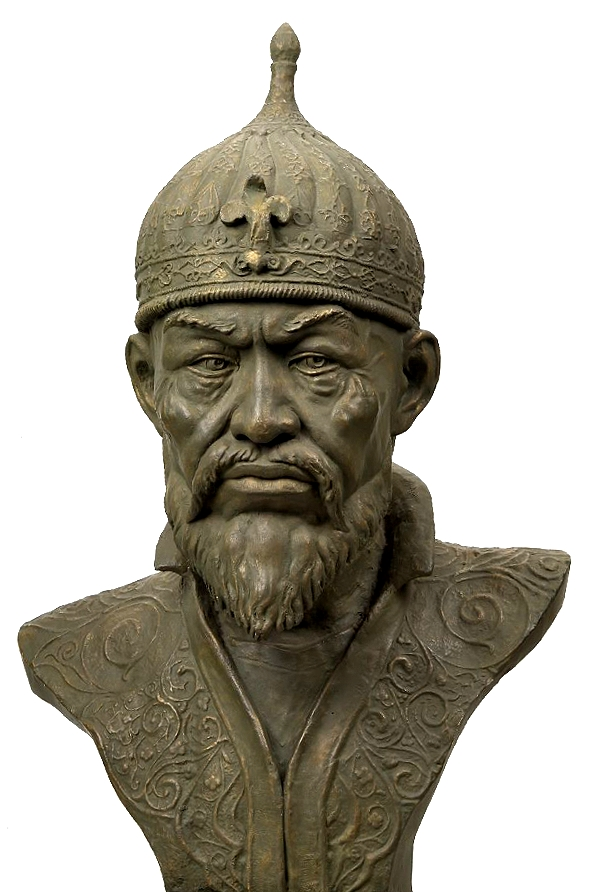
Reconstrucción forense del conquistador Timur (1941)

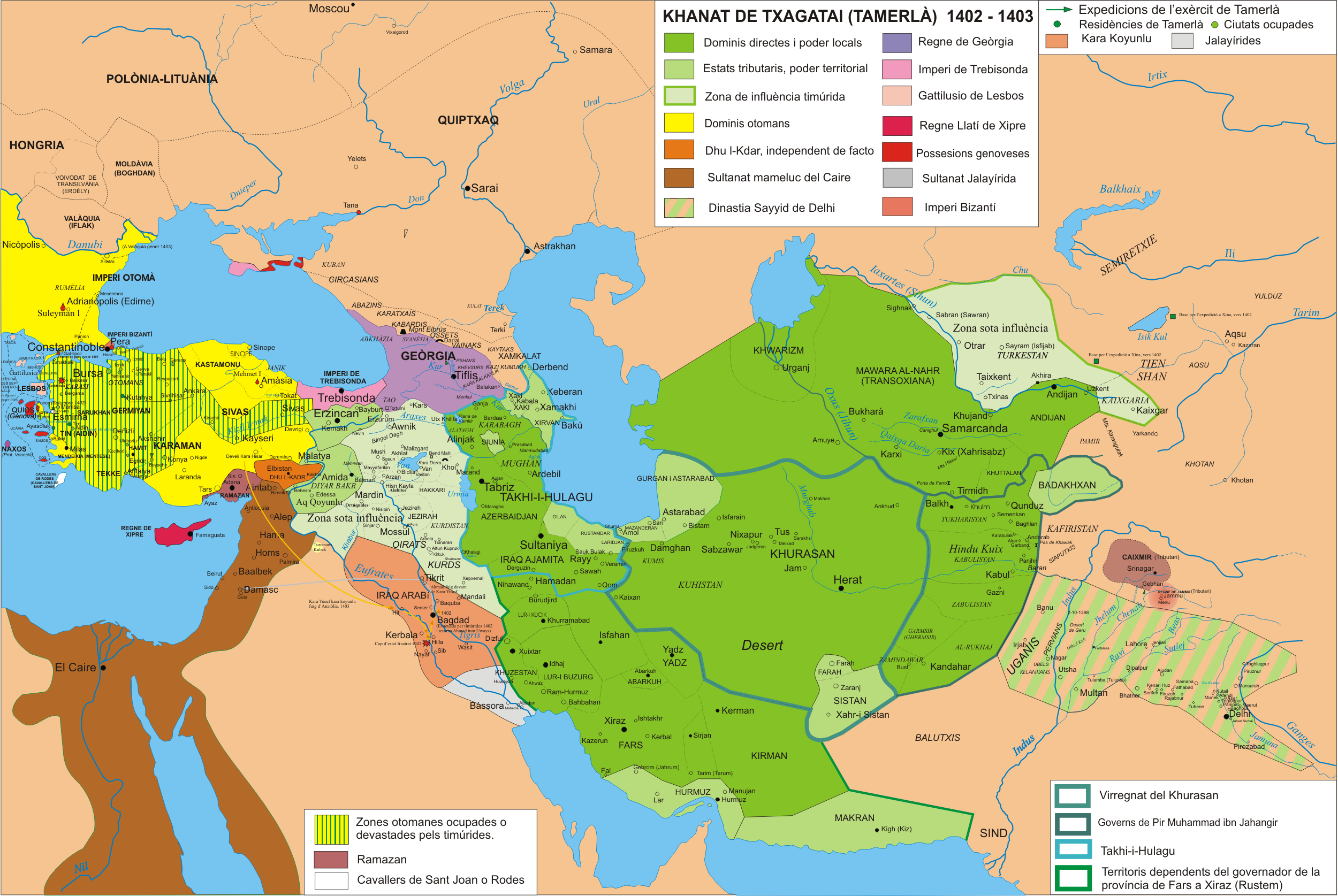
Mapa detallado del Imperio timúrida con sus estados tributarios y esfera de influencia en Asia Central-Occidental (1402-1403)

Irán permaneció dividido hasta la llegada del siguiente conquistador, Timur, un  turcomongol iranificado perteneciente a la dinastía Timúrida. Como sus predecesores, el Imperio timúrida también fue parte del mundo del Persianato. Timur, después de establecer una base de poder en Transoxiana y hacer de Samarcanda su capital en 1369, invadió Irán en 1381 y finalmente conquistó la mayor parte. Las campañas de Timur fueron más lentas que sus predecesores mongoles pero igual de brutales; muchas personas fueron masacradas y varias ciudades fueron destruidas (Shiraz e Isfahán fueron casi arrasadas).
Su régimen se caracterizó por la tiranía y el derramamiento de sangre, pero también por la inclusión de iraníes en funciones administrativas y por la promoción de la arquitectura y las artes, en especial de la poesía: el período fue tan rico culturalmente que se llama Renacimiento timúrida. Sus sucesores, los timúridas, mantuvieron un control sobre la mayor parte de Irán hasta 1452, cuando perdieron la mayor parte de él ante los Kara Koyunlu (turcomanos de la Oveja Negra). Los ovejas negras fueron conquistados por las Ak Koyunlu (turcomanos de la Oveja Blanca) bajo el mando de Uzun Hasan en 1468; Uzun Hasan y sus sucesores fueron los señores de Irán hasta el surgimiento de los safávidas, originarios de Ardabil (en el Azerbaiyán iraní), que tomaron el poder en el oeste de Irán y reclamaron gran parte del territorio iraní como lo era en los días de los sasánidas. Los timuríes, socavados por luchas internas, vieron su imperio desintegrarse en 1507, cuando los uzbekos de la dinastía de los shaybánidas tomaron Samarcanda.
La popularidad del poeta sufí Hafez de Shiraz (1325-1389) se estableció firmemente en la era timúrida que vio la compilación y la copia generalizada de su diván. Los sufíes a menudo eran perseguidos por musulmanes ortodoxos que consideraban sus enseñanzas blasfemas. El sufismo desarrolló un lenguaje simbólico rico en metáforas para oscurecer las referencias poéticas a las provocadoras enseñanzas filosóficas. Hafez ocultó su propia fe sufí, incluso cuando empleó el lenguaje secreto del sufismo (desarrollado durante cientos de años) en su propio trabajo, ya veces se le atribuye haberlo «llevado a la perfección». Su trabajo fue imitado por Jami, cuya propia popularidad creció para extenderse por toda el mundo persianizado.

### Kara Koyunlu

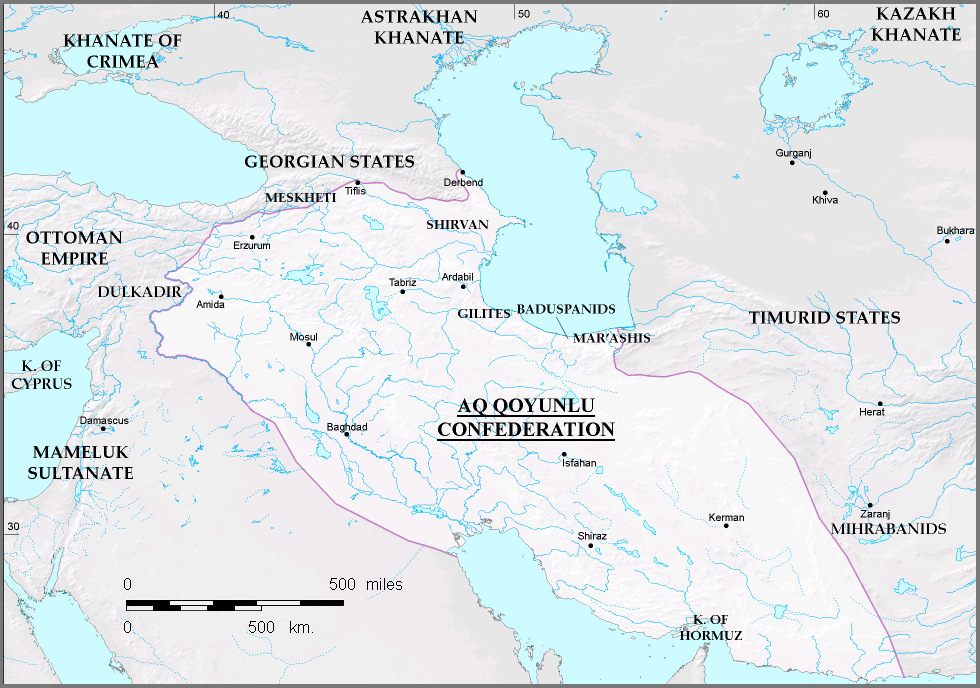
La confederación de los Ak Koyunlu en su máxima expresión.

Los Kara Koyunlu fueron una federación tribal turcomana que gobernó el noroeste de Irán y las áreas circundantes desde 1374 hasta 1468. Los Kara Koyunlu expandieron su conquista hasta Bagdad, sin embargo, luchas internas, derrotas frente a los timúridas, rebeliones de los armenios en respuesta a su persecución, y luchas fallidas con los Ak Koyunlu llevaron a su desaparición final.

### Ak Koyunlu
Los Ak Koyunlu eran turcomanos bajo el liderazgo de la tribu Bayandur, una federación tribal de musulmanes sunitas que gobernaron la mayor parte de Irán y gran parte de las áreas circundantes desde 1378 hasta 1501. Ak Koyunlu emergió cuando Timur les concedió toda Diyar Bakr en la actual Turquía. Después, lucharon con su rival los turcomanos Oghuz, los Kara Koyunlu. Si bien los Aq Qoyunlu lograron derrotar a Kara Koyunlu, su lucha con la emergente dinastía safávida los llevó a su caída.

## Edad Moderna (1501-1796)

### Dinastía Safávida (1501-1736)
El siglo XVI fue el de la independencia iraní con la dinastía safaví. Su fundador, Ismail I, comenzó su campaña en el Azerbaiyán iraní en 1500 como jeque de la Safaviyya, una orden religiosa militante imamí, y reunificó todo Irán en 1509. Su familia tuvo origen en las órdenes religiosas sufíes (místicos chiitas) de las montañas de Azerbaiyán. Organizaron su estado en torno al santuario de Ardabil, cerca del mar Caspio. El reino sefévida consolidó definitivamente la diferencia entre los persas y el resto de los musulmanes, al consagrar la preeminencia del chiismo dentro de Irán. De esta dinastía destaca el reinado de Abás el Grande (1587-1629).

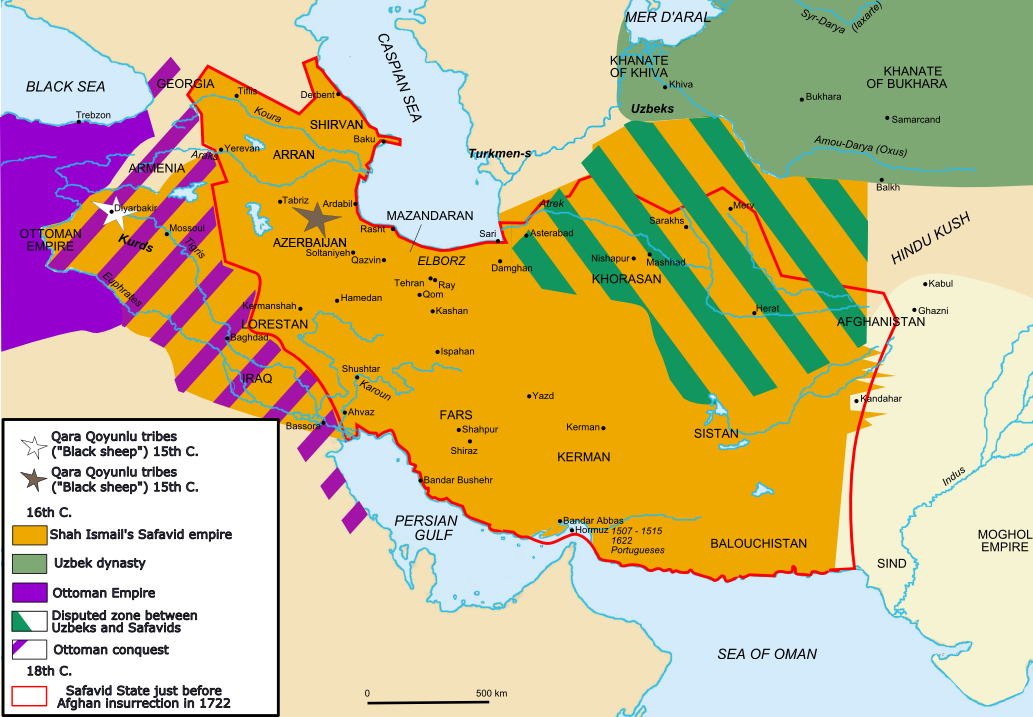

El principal enemigo del nuevo Irán fue el Imperio otomano. En 1514, los turcos otomanos obtuvieron una decisiva victoria en la batalla de Chaldiran, la que ocuparon la capital de Tabriz. Estos obtuvieron el control del este de Anatolia y el norte del actual Irak. La batalla tiene gran importancia histórica ya que definió las fronteras otomanas-safavíes y suscitó que algunos jefes kurdos traspasasen su lealtad de los safávidas a los otomanos. Los conflictos por el control del Cáucaso e Irak continuaron hasta 1639, cuando se firmó el Tratado de Zuhab. Como resultado de la paz, se cedieron prácticamente todos los territorios occidentales al Imperio otomano.
A pesar de que los safávidas no fueron los primeros gobernantes chiitas en Irán, jugaron un papel crucial en hacer del Islam chiita la religión oficial en todo Irán, así como en lo que hoy es la República de Azerbaiyán. Ismail I, trajo a los principales líderes religiosos Duodecimanos y les otorgó tierras y dinero a cambio de lealtad. Más tarde, durante el período safávida y especialmente Qajar, el poder de los Ulemas chiitas aumentó y pudieron ejercer un papel, independiente o compatible con el gobierno.

### Dinastía Afsárida (1736-1796)
Fue establecida por Nader Shah, proclamado sah en 1736 tras derrocar a Tahmasp II. Inmediatamente emprendió la guerra contra los pastunes de Afganistán, conquistando Kandahar. En 1738 invadió la India, masacrando a la mayoría de la población de Delhi y consiguiendo un gran botín, que incluía el legendario trono del Pavo real y el diamante Koh-i-Noor. Otras de sus conquistas fueron Transoxiana y la ribera sur del Oxus.  Las riquezas saqueadas fueron tantas que Nader suspendió el cobro de impuestos durante tres años. También debido a sus grandes capacidades militares, ha sido incluso comparado con Napoleón Bonaparte. Sin embargo, y tal como Napoleón, fue incapaz de crear un sistema que sobreviva a su muerte.
El asesinato de Nader Shah en 1747 causó que el imperio colapsara casi inmediatamente. Fue sucedido por su sobrino Ali Qoli, quien pudo haber estado involucrado en el complot. Fue depuesto después de un año, y sus familiares iniciaron una guerra civil por el trono. Casi todos los gobernadores provinciales declararon la independencia, establecieron sus propios estados. En el este, Ahmad Shah Durrani fundó el Reino afgano, que se trasformaría en el actual Afganistán. En el oeste se estableció la Dinastía Zand, aunque esta desapareció al poco tiempo. Omán y los kanatos uzbekos de Bujará y Jiva recuperaron la independencia, mientras que el Imperio otomano recuperó los territorios perdidos en el oeste de Armenia y Mesopotamia. El resto de los territorios iraníes en el Cáucaso, que comprenden Azerbaiyán, Armenia y Daguestán, se separaron en varios kanatos.

## Edad Contemporánea (1796-1979)

### Dinastía Kayar (1796-1925)

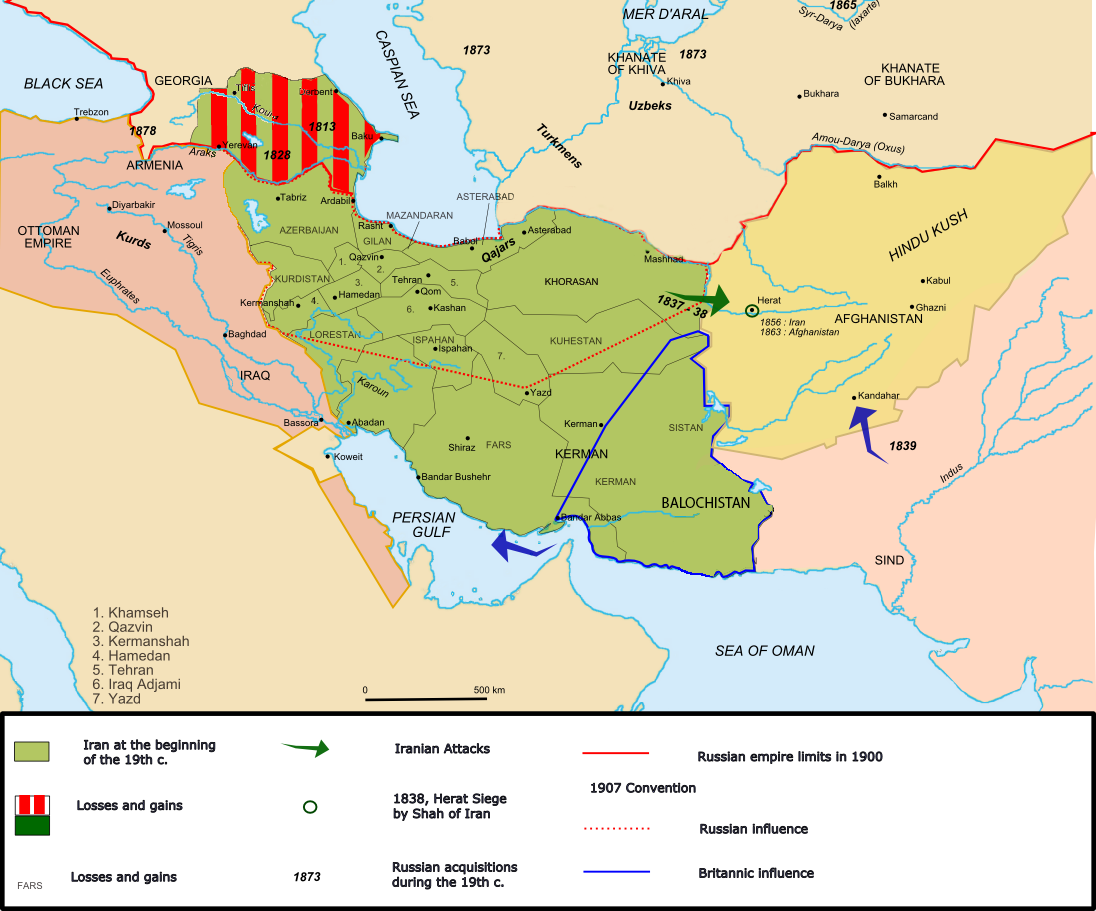
Mapa mostrando los territorios perdidos al Imperio otomano y las zonas de influencia de Rusia y Gran Bretaña.

Los gobernantes de la familia Kayar eran miembros de la tribu de los Kayar, originalmente miembros de la rama oghuz de los más amplios pueblos turcos. Los Kayar se asentaron durante las invasiones mongolas en los alrededores de Armenia y estaban entre las siete tribus qizilbash que apoyaron a los safávidas en su toma del poder. Aga Muhammad Khan inició la reunificación de Irán en 1779, en uno de los gobiernos más crueles incluso según los estándares del siglo XVIII iraní. "Como virtualmente cada dinastía que gobernó Persia desde el siglo XI, los Kayar tomaron el poder con el apoyo de fuerzas tribales turcas, mientras que usaban a persas educados en su burocracia".
Desde el siglo XVIII, los países europeos como Gran Bretaña, Rusia y Francia, comenzaron a establecer pequeñas colonias en la región. Como resultado de esto, Irán perdió el control en varias de sus provincias, incluida la que hoy en día es Georgia. Las regiones de Daguestán, Azerbaiyán y Armenia fueron cedidas a Rusia mediante tratados como el de Turkmenchay o Gulistan. La economía iraní tuvo que adaptarse a la cada vez más marcada presencia extranjera. Se intentó reorganizar el sector agrario para producir más bienes de exportación, sin éxito. La poca capacidad del Estado para aumentar la producción de alimentos causó una severa hambruna entre 1870 y 1871 que mató a un 10% de la población total.
Una nueva era en la Historia de Persia surgió con la Revolución constitucional iraní que aconteció a finales del siglo XIX y principios del siglo XX y que se oponía al poder absoluto del Sah. El país ya había iniciado un proceso de Europeización luego de ver los resultados del Tanzimat del Imperio otomano. En 1906, el sah Mozaffareddín estableció la primera constitución de Irán, que se convirtió en una monarquía constitucional. El primer Majlis (parlamento) fue inaugurado el 7 de octubre de 1906. 
El descubrimiento de petróleo en 1908 por los británicos en la región de Juzestán reavivó el interés de los británicos en Persia. El control por Persia era disputado por Rusia y Gran Bretaña en lo que se conoció como El Gran Juego. Esto resultó en la Entente anglo-rusa, el cual dividió a Persia en dos grandes esferas de influencia, lo que le quitó soberanía a la nación. Durante la Primera Guerra Mundial, el país fue ocupado por los británicos, los otomanos y los rusos, pero Persia era un país neutral. En 1919, después de la Revolución de Febrero de 1917 en Rusia, los británicos intentaron establecer un protectorado en Persia, pero no se consolidó. Finalmente, el Movimiento Jangal y los vacíos de poder del gobierno terminaron por desestabilizar al gobierno de los Kayar y permitió que, en 1925, se estableciera una nueva dinastía.

### Dinastía Pahlavi (1925-1979)

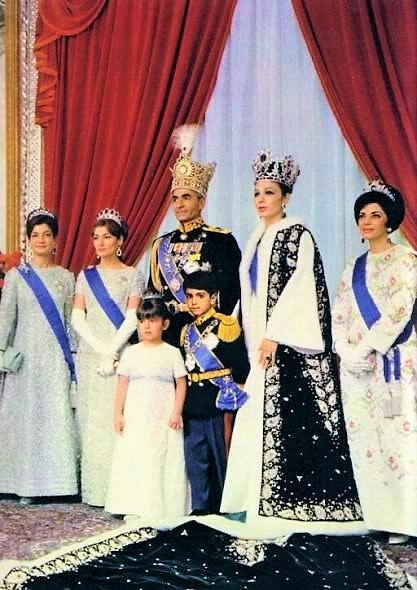
Coronación de Mohammad Reza Pahleví en 1967.

En el año 1925 subió al poder Riza Pahlavi, jefe militar de ideología nacionalista. En 1941 Riza Pahlavi, germanófilo, abdicó en su hijo Mohammad Reza Pahlevi. Los ejércitos soviético y británico invadieron Irán durante la Segunda Guerra Mundial; en Teherán se celebró la conferencia homónima. La ocupación extranjera acabó en 1946, y durante la posguerra se intensificó el movimiento nacionalista, contrario a las injerencias extranjeras.
En 1953, el primer ministro Mohammad Mosaddeq, fue expulsado del poder al intentar nacionalizar los recursos petrolíferos, en una operación orquestada por británicos y estadounidenses. El espionaje británico logró convencer al Gobierno de los Estados Unidos que Mosaddeq era comunista, y en 1953 la CIA ejecutó la Operación Ajax y quitó del poder a Mosaddeq, imponiendo un gobernante favorable a los Estados Unidos; en el año 2000 los Estados Unidos se disculparon por esos hechos. Esta operación causó movimientos violentos, la mayoría financiados por la CIA para deponer al presidente, y terminó con trescientos muertos. La operación tuvo éxito, Mosaddeq se rindió y fue arrestado el 19 de agosto. Fue enjuiciado acusado de traición y condenado a tres años de cárcel.
En 1955 se firmó el pacto de Bagdad. El sah, con el apoyo de los Estados Unidos y el Reino Unido, emprendió la modernización de la industria del país, y al mismo tiempo, eliminó toda oposición a su régimen con la ayuda de la agencia de espionaje, la SAVAK. Su principal opositor fue el ayatolá Ruhollah Jomeini, muy popular entre los círculos religiosos del país, que fue arrestado y encarcelado durante dieciocho meses. Al ser liberado en 1964, criticó a los Estados Unidos por el apoyo dado al régimen autocrático del sah, se exilió en Turquía y más tarde terminó en París, desde donde prosiguió su crítica al régimen de los pahlavíes. En 1967 se produjo la solemne coronación como emperadores de Reza Pahlevi y su esposa Farah Diba.
El sah se esforzó en modernizar el país por un lado fomentando una reforma agraria, que dio lugar al reparto de primero de las tierras de la Corona y estatales pasando después a las de los latifundistas. Esto creó una amplia base de pequeños y medianos propietarios rurales, que al final fueron sus últimos apoyos.
Por otro lado se esforzó en desarrollar y consolidar a la burguesía junto un gran programa de fomento de la industria. Sin embargo la corrupción y las desigualdades sociales aumentaron, lo que unido al malestar de los sectores más religiosos por su política modernizadora de las costumbres, hizo que la oposición fuera poco a poco aumentando a lo largo de los años setenta. En enero y febrero de 1972 se desencadenó una fuerte campaña terrorista desembocó en numerosas detenciones y condenas, incluidas numerosas penas de muerte. Más grave fue la crisis de agosto del año 1977 tras la cual ya no se recuperó el Régimen y se precipitarían los acontecimientos.

### Revolución islámica

Llegada de Jomeini procedente de Francia el 1 de febrero de 1979.

La revolución dio comienzo en enero de 1978 con manifestaciones en contra del Sah. La revuelta se había generalizado ya para septiembre de 1978, promovida por Jomeini desde el exilio. El sah Mohammad Reza Pahlevi incrementó sus poderes dictatoriales con el apoyo de los Estados Unidos, que le consideraba su mayor aliado en la zona. El sah huyó de Irán en enero de 1979. El 1 de febrero siguiente el ayatolá regresó a Irán desde su exilio en París, el ejército se declaró neutral después de que las guerrillas y los rebeldes sobrepasasen al número de tropas leales al Sah e Irán se convirtió en República Islámica el 1 de abril de ese mismo año, cuando el pueblo aprueba el referéndum con una elevada mayoría.
Las relaciones con los Estados Unidos se volvieron antagónicas cuando estudiantes de Irán entraron y capturaron al personal de la embajada de este país y los catalogaron como espías y ligados con la CIA para derrocar al ayatolá como hicieron con Mossadegh en 1953. Así, tras la Revolución Iraní, el gobierno estadounidense permitió un Golpe de Estado en Irak, estableciéndose la dictadura de Sadam Huseín para hacer contrapeso al régimen de Irán. El 23 de septiembre de 1980 estalló la guerra entre Irán e Irak, después de que este último país denunciara el tratado fronterizo de 1975; finalizaría en 1988.

## Actualidad
Tras la muerte de Jomeini en 1989, este fue sucedido por Alí Jamenei, actual jefe de Estado, quedando la jefatura del gobierno abierta a unas elecciones cada cuatro años en las que se ha asistido a una pugna entre un sector reformista liderado por Muhammad Jatami y otro sector conservador. El 18 de julio de 1994 en Buenos Aires se produjo el atentado a la AMIA, en la que se acusó a Irán de la masacre a la institución judía.
Entrado el siglo XXI, Estados Unidos actuó contra los dos países que flanquean geográficamente a Irán: Afganistán al Este e Irak al oeste. En 2001, tras los atentados del 11-S, Irán colaboró con EE. UU. en la guerra de Afganistán. En su discurso del Estado de la Unión de 29 de enero de 2002, el presidente de los Estados Unidos George W. Bush incluyó a Irán en el llamado Eje del mal, al entender que su régimen "anda enérgicamente tras estas armas [se refiere a las de destrucción masiva] y exporta terror, mientras que unos pocos que no han sido elegidos reprimen el deseo de libertad del pueblo iraní". Es por ello que se ponen internacionalmente trabas al programa nuclear iraní, desarrollado en contra de las recomendaciones del Organismo Internacional de Energía Atómica.

## Documentales sobre la historia de Irán
- 2008 - Irán, una nación dividida (Jean-Michel Vecchiet - Iran, the hundred-year war), Arte France y Artline Films para Canal Historia. Historia de los últimos cien años de Irán, desde el descubrimiento de las reservas de petróleo hasta la crisis nuclear.